# Милош Петровић (музичар)
Милош Петровић (Крагујевац, 20. новембар 1979 — 9. јул 2019) биo je српски музичар, бивши члан групе Алхамбра.

## Биографија
Придружује се групи Смак 2010. године, са којом је снимио 4 сингла: Рапсодија о лепом, Делфин, Испирање и Циганско срце. Наступао је са групом Смак на великом повратничком концерту у Штарк Арени, 21. децембра 2012. године, као и на Арсенал фесту. 2013. године
Са својим бендом бенд Бликс, снима албум Друга стана хоризонта, у издању СКЦ-а, Крагујевац. Такође је биo басиста у крагујевачком бенду Пропаганда 117.
Наступао је са глумцем Иваном Босиљчићем, као пратећи члан бенда на музичко-поетским вечерима.
Погинуо је у саобраћајној несрећи и чија је смрт захваљујући хуманој реакцији породице продужила четири живота.

## Галерија
- На снимању сингла "За срећу"
- Концерт у Петровцу у Црној Гори, са Јеленом Томашевић
- Концерт састава "Алхамбра" у позоришту "Јоаким Вујић" у Крагујевцу
- Са снимања спота за сингл "За срећу"